# كايو تينوريو
كايو تينوريو (بالبرتغالية: Cayo Tenório‏) هو لاعب كرة قدم برازيلي، ولد في 22 فبراير 1999 في ريو دي جانيرو في البرازيل.

## وصلات خارجية
- كايو تينوريو على موقع قاعدة بيانات كرة القدم.إي يو (الإنجليزية)
- كايو تينوريو على موقع Soccerway.com (الإنجليزية)